# Nomura
Nomura Holdings, Inc. este un grup financiar japonez, cu sediul la Tokyo. Compania este listată pe Tokyo Stock Exchange.